# إيثان سانتوس
إيثان سانتوس (بالإنجليزية: Ethan James Santos)‏ هو لاعب كرة قدم بريطاني، ولد في 22 ديسمبر 1998 في جبل طارق في المملكة المتحدة. لعب مع مانشستر 62.

## وصلات خارجية
- إيثان سانتوس على موقع الاتحاد الدولي (مؤرشف)  (الإنجليزية)
- إيثان سانتوس على موقع الاتحاد الأوربي (الإنجليزية)
- إيثان سانتوس على موقع قاعدة بيانات كرة القدم.إي يو (الإنجليزية)
- إيثان سانتوس على موقع ناشيونال فوتبول تيمز (الإنجليزية)
- إيثان سانتوس على موقع Soccerway.com (الإنجليزية)